# Stoberdorf
Stoberdorf je naselje v Občini Mölbling v Okraju Šentvid ob Glini na Koroškem v Avstriji.